# Danai Gurira

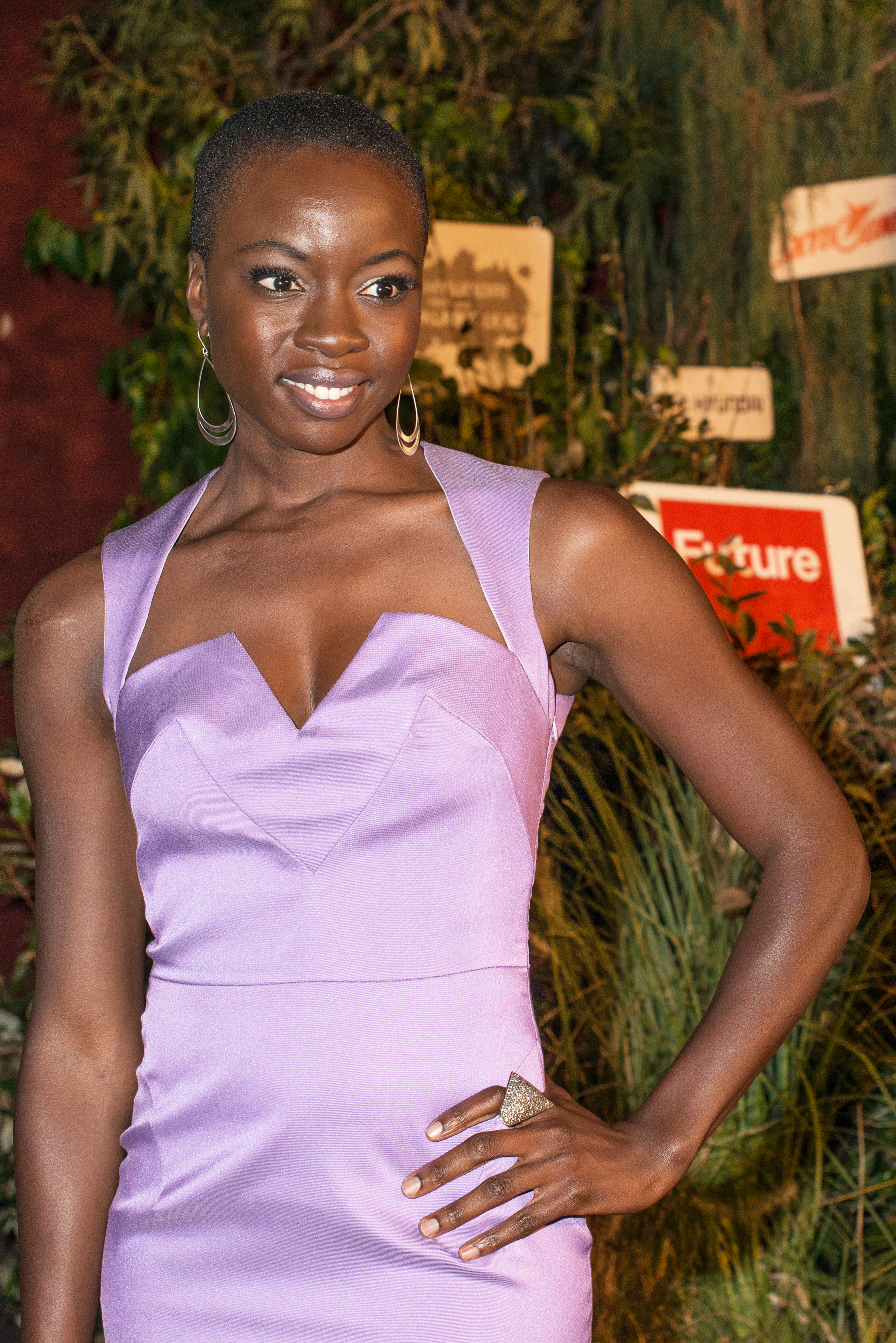
Danai Gurira

Danai Jekesai Gurira (* 14. února 1978 Grinnell) je americká herečka.

## Život
Narodila se 14. února 1978 ve městě Grinnell v USA. V roce 1983 se s rodinou odstěhovala do Zimbabwe. Do rodné Ameriky se vrátila ve svých devatenácti letech, když se vydala studovat na Macalester College v Minnesotě.

### Kariéra
Danai Gurira hraje převážně v televizních seriálech. Zahrála si v seriálu Živí Mrtví (2010–2022), kde ztvárnila jednu z hlavních přeživších jménem Michonne.
Získala ceny jak za herectví tak i za psaní. Například ocenění za vedlejší roli ve filmu roku 2007 v The Visitor. Zahrála si v mnoha dalších filmech jako třeba Město duchů, Tři zahrady za domem nebo Black Panther, kde si zahrála Wakandskou válečnici Okoye. Jako Okoye se znovu objevila ve filmech Avengers: Infinity War a Avengers: Endgame. Zároveň se objevila v pokračování filmu Black Panther, Black Panther: Wakanda nechť žije.

## Filmografie

### Film
| Rok  | Název                          | Role                    | Poznámky |
| ---- | ------------------------------ | ----------------------- | -------- |
| 2007 | Nezvaný host                   | Zainab                  |          |
| 2008 | Vem si mou duši                | Jeanne-Baptiste         |          |
| 2008 | Město duchů                    | Duch                    |          |
| 2010 | Tři zahrady za domem           | Žena v modrých šatech   |          |
| 2011 | Restless City                  | Sisi                    |          |
| 2013 | Georgova matka                 | Adenike Olumide Balogun |          |
| 2015 | Zvonilka a tvor Netvor         | Fury (hlas)             |          |
| 2017 | All Eyez on Me                 | Afeni Shakur            |          |
| 2018 | Black Panther                  | Okoye                   |          |
| 2018 | Avengers: Infinity War         | Okoye                   |          |
| 2019 | Avengers: Endgame              | Okoye                   |          |
| 2022 | Black Panther: Wakanda Forever | Okoye                   |          |

### Televize
| Rok       | Název                            | Role                 | Poznámky                                                              |
| --------- | -------------------------------- | -------------------- | --------------------------------------------------------------------- |
| 2004      | Zákon a pořádek                  | Marei Rosa Rumbidzai | díl: Nemohoucí trpaslík                                               |
| 2009      | Polda z Marsu                    | Angela               | díl: Prosté tajemství zprávy v nás všech                              |
| 2009      | Zákon a pořádek: Zločinné úmysly | Courtney Owens       | díl: Fed                                                              |
| 2010      | American Experience              | Sarah Steward        | díl: Dolley Madison                                                   |
| 2010      | Anatomie lži                     | Michelle Russo       | díl: Odhalený                                                         |
| 2010–2011 | Treme                            | Jill                 | vedlejší role (1.–2. řada); 6 dílů                                    |
| 2012–2020 | Živí mrtví                       | Michonne Hawthorne   | hlavní role (3.–10. řada); 90 dílů                                    |
| 2017      | Robot Chicken                    | Michonne (voice)     | Episode: "The Robot Chicken Walking Dead Special: Look Who's Walking" |
| 2021      | Co kdyby...?                     | Okoye (hlas)         | 3 díly                                                                |

### Divadlo
| Rok  | Název                      | Role             | Poznámky                                                                            |
| ---- | -------------------------- | ---------------- | ----------------------------------------------------------------------------------- |
| 2005 | In the Continuum           | Abigail          | scenáristka                                                                         |
| 2009 | Joe Turner's Come and Gone | Martha Pentecost | Broadway, Belasco Theatre                                                           |
| 2009 | Eclipsed                   | —                | scenáristka, New Yorkská premira - sezóna 2015–2016 v divadle The Public Theater    |
| 2011 | Measure for Measure        | Isabella         | Shakespeare in the Park v divadle Delacorte Theater.                                |
| 2012 | The Convert                | —                | scenáristka                                                                         |
| 2015 | Familiar                   | —                | scenáristka; New Yorkská premira - sezóna 2014–15, v divadle Playwright's Horizons. |